# Inosine

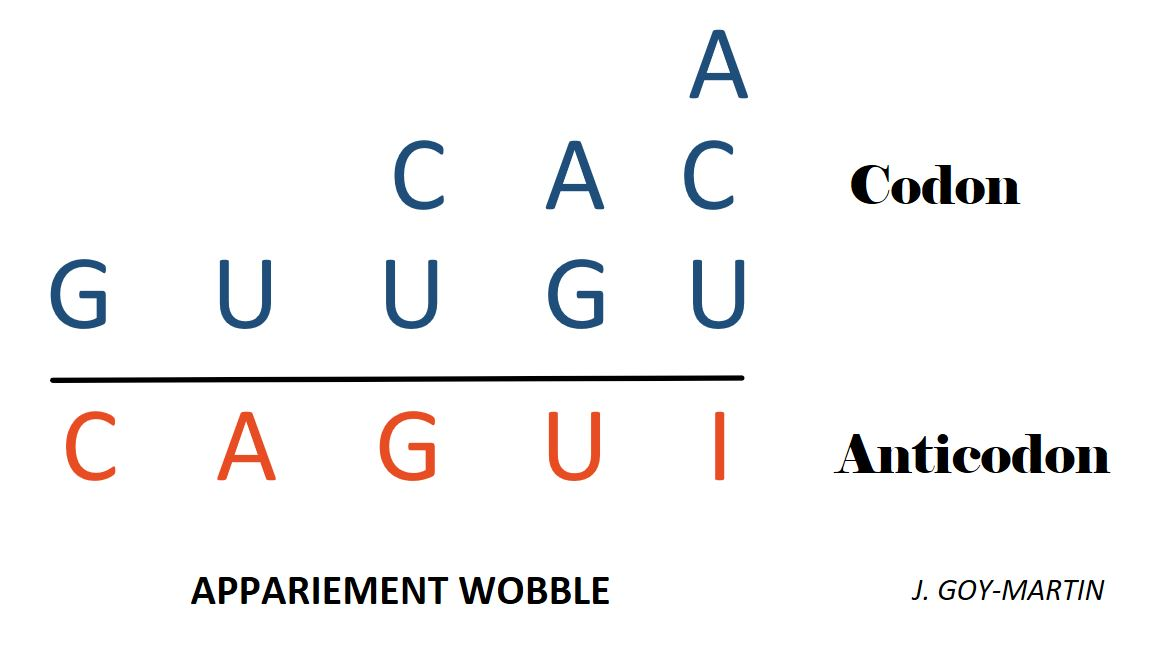
Appariement Wobble Anticodon/Codon. Les bases G, U et I peuvent s'apparier de manière non canonique.

L'inosine est un nucléoside formé par l'association d'hypoxanthine et d'un ribose, liés par l'intermédiaire d'une liaison β-N osidique. L'inosine peut former des appariements de type wobble avec les bases A, C et U. L'inosine apparaît aussi dans la synthèse de novo des nucléotides à base purique.

## Effet wobble
L'inosine se retrouve fréquemment dans les acides ribonucléiques de transfert (ARNt), au niveau de la boucle de l'anticodon de ces derniers. L'inosine se trouve en particulier au niveau de la première position de l'anticodon, où elle permet à un même ARNt de s'apparier à plusieurs codons synonymes : c'est l'effet wobble (qui signifie « appariement bancal »). En effet, l'inosine de l'anticodon peut se lier, grâce à des liaisons hydrogènes, avec 3 bases azotées différentes : l'adénine (A), la cytosine (C) et l'uracile (U), et former des appariements dits non canoniques. Ainsi, l'inosine a son rôle à jouer dans la traduction de l'information génétique.
A noter que dans l'ARN, l'inosine est formée par désamination de l'adénosine. Cette réaction est catalysée par l'adénosine désaminase (EC 3.5.4.x).

## Synthèsede novodes nucléotides puriques
L'inosine est aussi une molécule qui intervient dans le mécanisme de synthèse de novo des nucléotides à base purique (A et G). Le cycle purique des nucléotides purique est assemblé « en place », sur la partie ribose-5-phosphate du 5-phosphoribosyl-1-pyrophosphate (PRPP), pour former, en 9 réactions intégrant différents substrats (glutamine, glycocolle, THF/sérine, ATP, aspartate) le premier nucléotide purique, l’inosine monophosphate (IMP) à partir duquel sont synthétisés tous les autres nucléotides puriques. L'inosine est alors un intermédiaire réactionnel de la synthèse des nucléotides puriques.